# Ojeong-gu
Ojeong-gu là một quận của thành phố Bucheon ở Gyeonggi-do, Hàn Quốc.

## Phân cấp hành chính
Ojeong-gu được chia thành nhiều "dong" sau.
- Gogang-dong
- Gogang 1-dong
- Gogangbon-dong
- Sinheung-dong (được chia thành Samjeong-dong và Naedong)
- Ojeong-dong (được chia thành Ojeong-dong và Daejang-dong)
- Seonggok-dong (được chia thành Jakdong và Yeowol-dong)
- Wonjong 1 and 2 Dong

## Kinh tế
Công ty xe buýt Daewoo có trụ sở doanh nghiệp ở đây.

## Liên kết
- (Tiếng Hàn/Tiếng Anh/Tiếng Nhật/Tiếng Trung) Văn phòng Ojeong-gu Lưu trữ ngày 4 tháng 3 năm 2016 tại Wayback Machine